# Solosancho
Solosancho es un municipio y localidad española de la provincia de Ávila, en la comunidad autónoma de Castilla y León. El término incluye, además de la localidad homónima, los anejos de: Baterna, Robledillo y Villaviciosa. Alberga una población de 758 habitantes (INE 2024), lo que lo convierte en el municipio más poblado del valle de Amblés.

## Símbolos
El escudo heráldico y la bandera que representan al municipio fueron aprobados el 24 de noviembre de 1997. El escudo se blasona de la siguiente manera:

Escudo cortado. Primero de sinople, verraco de plata acompañado de cuatro bezantes de plata. Segundo de oro, castillo de gules mazonado de sable. Al timbre Corona Real cerrada.
Boletín Oficial del Estado nº 307 de 24 de diciembre de 1997

La descripción de la bandera es la siguiente:

Bandera rectangular, de proporciones 2:3, formada por dos franjas horizontales iguales, verde la superior y roja la inferior, y una franja vertical blanca con un castillo rojo junto al asta y de ancho 1/3 de la bandera.
Boletín Oficial del Estado nº 307 de 24 de diciembre de 1997

## Geografía

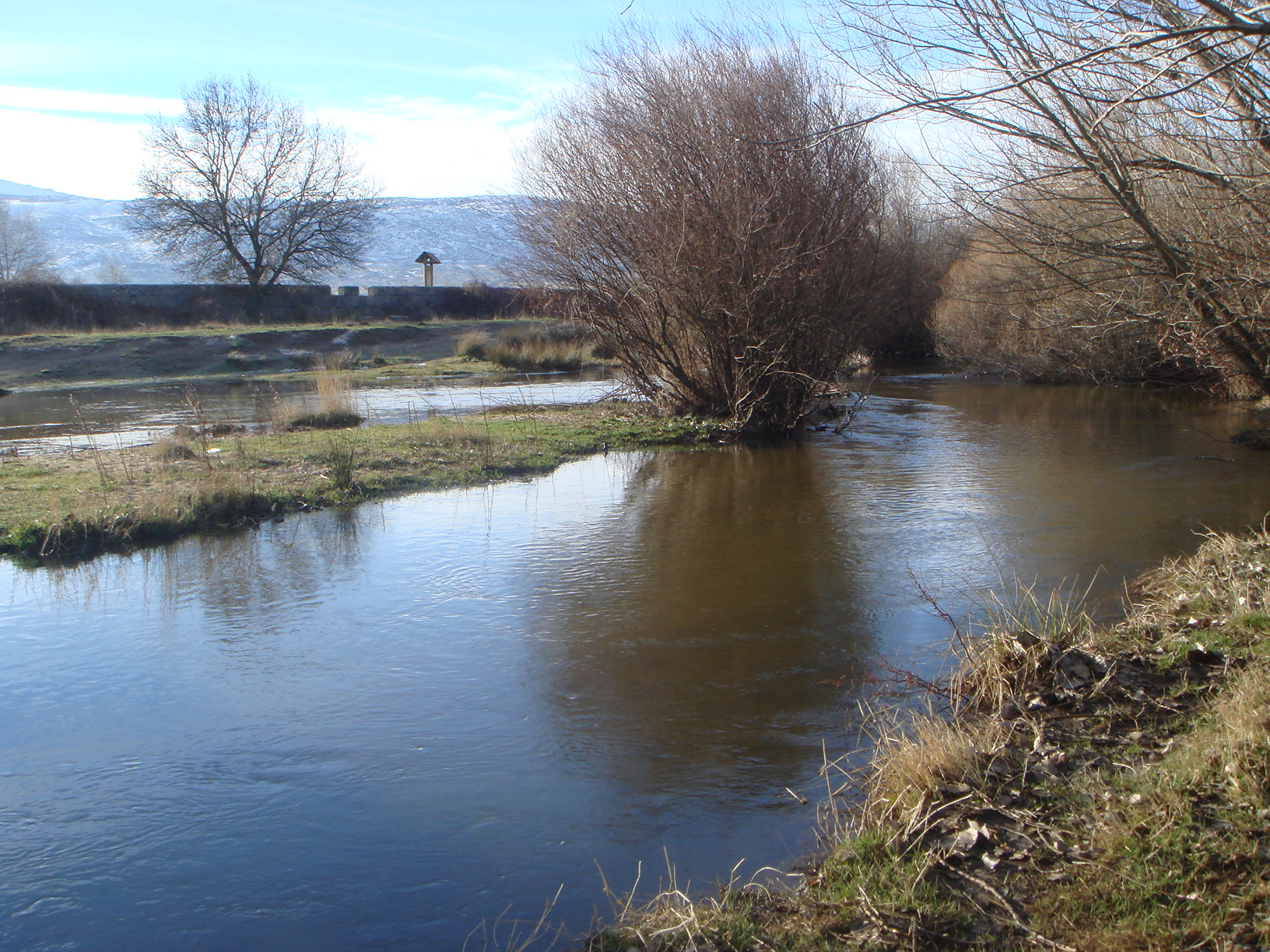
Río Adaja junto al Puente de los Cobos

Integrado en la comarca de Valle de Amblés, se sitúa a 24 km de la capital provincial. El término municipal está atravesado por la carretera N-502 entre los pK 17 y 25, además de por carreteras locales que conectan con Sotalbo y Muñogalindo. El término municipal, que tiene una extensión de 52,01 km², incluye los anejos de Robledillo, Villaviciosa y Baterna.
El relieve del municipio está definido por el valle de Amblés por el norte, por donde discurre el río Adaja, y por la sierra de los Baldíos al sur, antesala de la sierra de la Paramera. La altitud oscila entre los 1731 m al sur (sierra de los Baldíos) y los 1100 m a orillas del río Adaja. La localidad principal está situada a una altitud de 1115 m. sobre el nivel del mar
| Noroeste: La Torre        | Norte: Muñogalindo y Santa María del Arroyo | Noreste: Padiernos y Niharra |
| Oeste: La Torre           |                                             | Este: Sotalbo                |
| Suroeste: La Hija de Dios | Sur: Sotalbo                                | Sureste: Sotalbo             |

## Historia
A mediados del siglo XIX, el lugar contaba con una población censada de 85 habitantes. La localidad aparece descrita en el decimocuarto volumen del Diccionario geográfico-estadístico-histórico de España y sus posesiones de Ultramar de Pascual Madoz de la siguiente manera:

SOLOSANCHO: l con ayunt. de la prov., part. jud. y dióc. de Avila (4 leg.), aud. terr. de Madrid (16), c. g. de Castilla la Vieja (Valladolid 24). sit. en la falda de un monte; le combaten todos los vientos, y su clima es mediano. Tiene 184 casas de inferior construccion distribuidas en 4 barrios nombrados Solosancho, Baterna, Robledillo y Villaviciosa: hay casa de ayunt.; cárcel; escuela de primeras letras comun á ambos sexos, dotada con 1,100 rs., de los cuales 800 da el duque de la Rosa, y una igl. parr. (Sto. Tomás Apóstol) con curato vicaria de término y de provision ordinaria; en el barrio de Villaviciosa hay una ermita con la advocacion de San Juan ante portam latinam, la que tiene para su servicio un sacerdote esclaustrado que nombra y paga el señor duque de la Roca; en los afueras se encuentra una ermita (San Juan); el cementerio, que no perjudica la salud pública; buenos paseos con árboles negrillos, y abundantes aguas potables bastante buenas, de las cuales se utilizan los vec. para sus usos. Confina el térm.: N. Muñogalindo; E. Robledillo; S. la sierra de Avila, y O. Sotalbo, y comprende bastante monte alto y bajo, propio del señor duque de la Rosa; abundantes canteras; algunas minas de cobre y plomo; diferentes deh. de escelentes pastos, le cruza un arroyo llamado Mortero que pasa por el pueblo. El terreno es de segunda calidad en su mayor parte, con algo de regadío. caminos de herradura que dirigen á los pueblos limítrofes, y la calzada que de Avila va al puerto del Pico. El correo se recibe en la cab. del part. prod.: trigo, cebada, centeno, garbanzos, patatas, lino y algo de legumbres; mantiene ganado lanar y mucho vacuno, y cria caza de conejos y perdices. pobl.: 482 vec, 767 alm. cap. prod.: 1.632,700 rs. imp.: 65,308. ind.: 3.850. contr.: 10.055 rs. 29 mrs.
(Madoz, 1849, p. 429)

Por Solosancho pasó Camilo José Cela y escribió lo siguiente:

A la altura de Solosancho, al pie del paso de Baterna, el vagabundo echó un par de tragos de su cantimplora. Por camino venía una mujer, greñuda, y con cara de sarmiento seco, arreando un jaco matalón que cargaba un inmenso ataúd mal terciado. La mujer miro para el vagabundo con un mirar que el vagabundo no se aclaró si era de súplica o de desdén.El vagabundo se quitó la boina.-Dios se lo pague
-La culebra cruzó, sucia, taimada, y vestida de polvo. Un perro aulló, prolongadamente, poniendo un hipo de pavor en su quejido. El jaco pegó un bote al tiempo que la mujer pudo trincarlo del ronzal -¡So!, macho¡cabrón!.
El caballo porfío, sacó fuerzas de flaqueza y, a poco más da con el muerto en tierra
-¡Ah que bestia del diablo, que ya me lo tiró ahí más abajo
Judíos, moros y cristianos (1989).

## Demografía
Solosancho cuenta con una población de 758 habitantes (INE 2024).

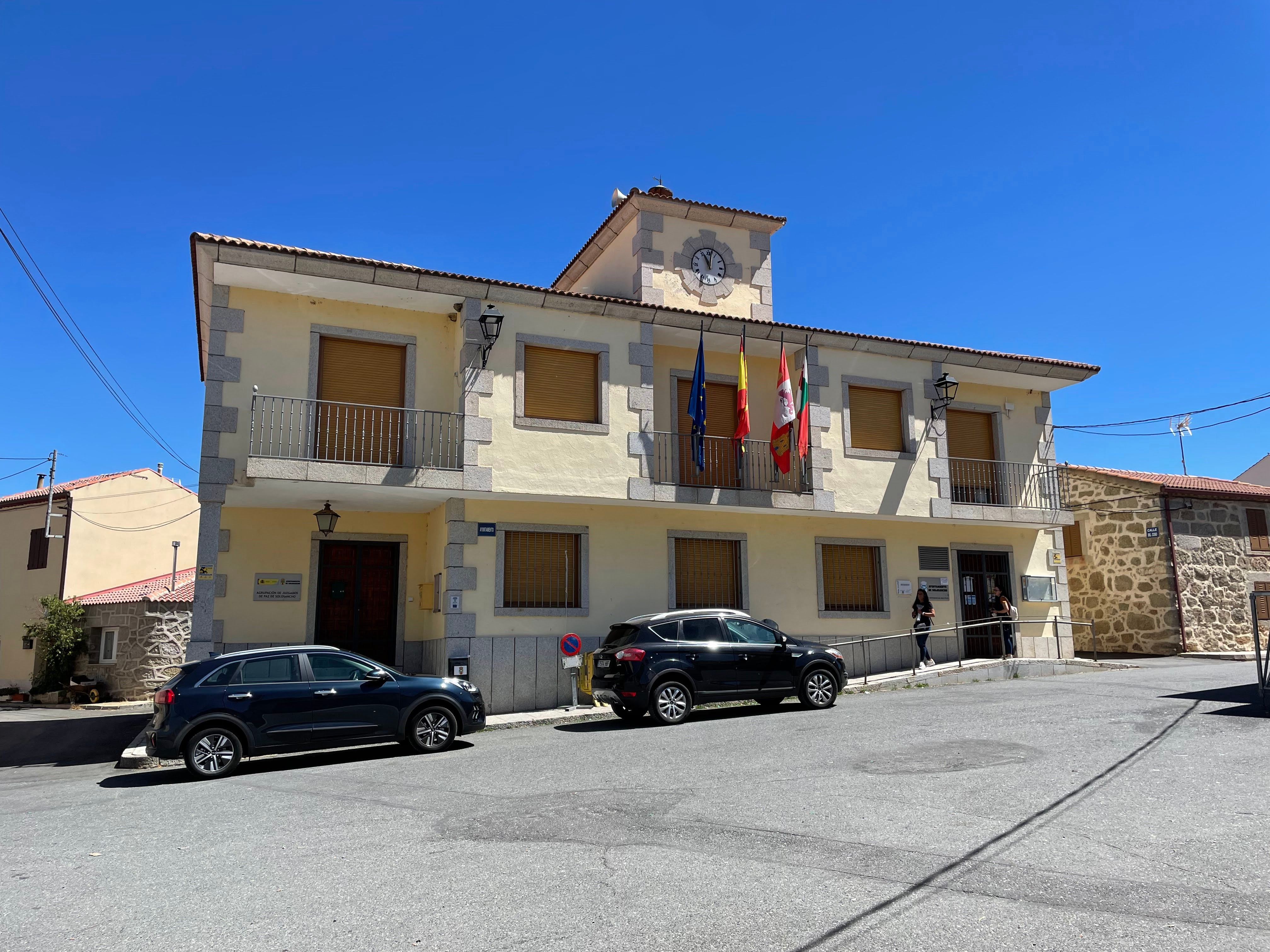
Ayuntamiento de Solosancho

| Gráfica de evolución demográfica de Solosancho entre 1842 y 2021 |
| |
| Población de derecho según los censos de población del INE. Población de hecho según los censos de población del INE.En este censo se denominaba Solosancho y Villaviciosa: 1842. |

## Patrimonio
- Castro de Ulaca

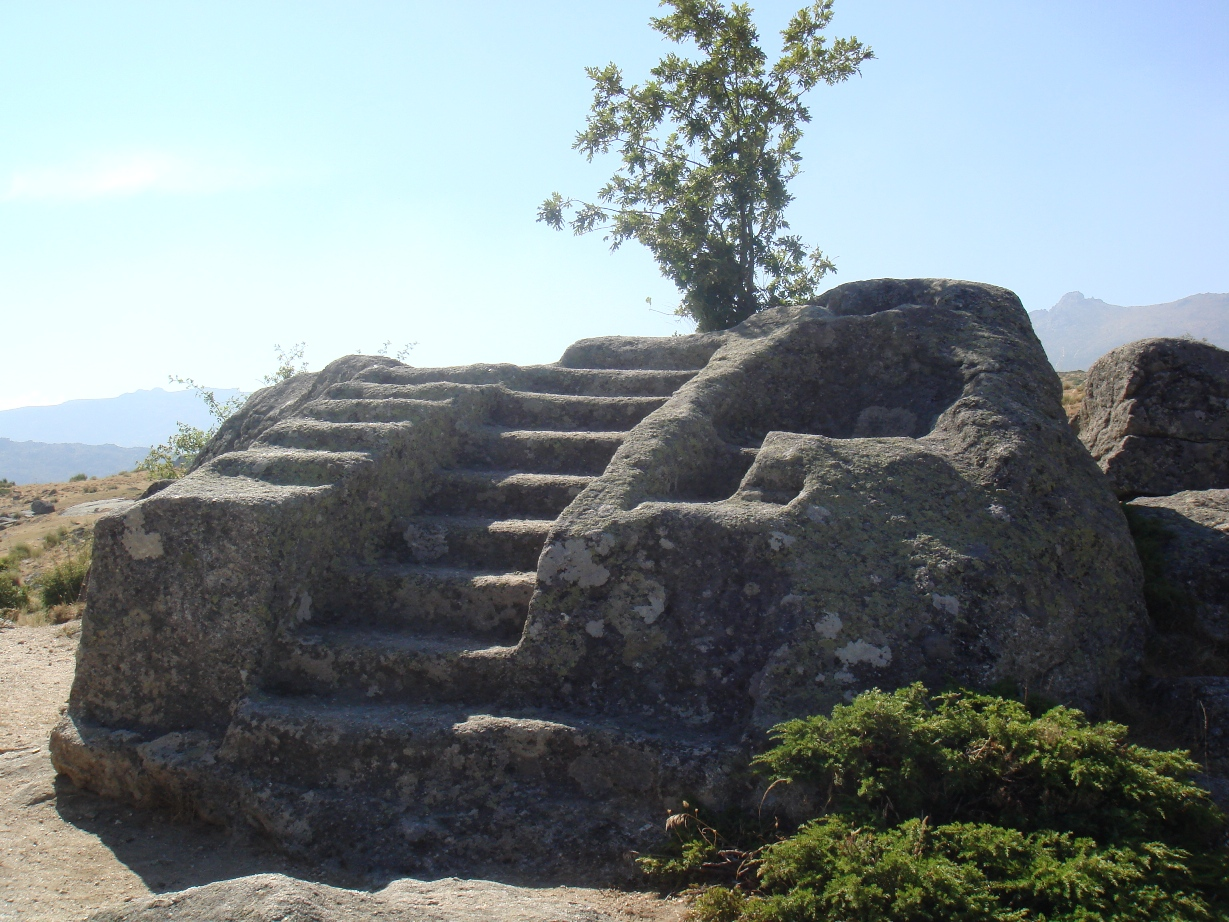
Altar de sacrificios de Ulaca

Ulaca es el principal monumento del municipio y posiblemente uno de los de mayor envergadura de la provincia de Ávila. Se trata de un castro vetón, parcialmente amurallado de la Edad de Bronce. Es posible acceder desde la población de Villaviciosa. Situado en la parte sur del Valle de Amblés, en las estribaciones de la Serrota abulense, el yacimiento domina buena parte del valle. El oppidum llegó a tener 60 hectáreas de superficie. La construcción más característica del castro es el altar de los sacrificios. Se trata de una gigantesca roca con escalones tallados en la parte superior. Dispone de pequeñas cavidades que permitían la circulación de los fluidos de los animales desde la plataforma superior en la que eran sacrificados hasta la base de la piedra. El yacimiento también consta de un santuario, una sauna y dos canteras con las que se obtuvo la piedra necesaria para la construcción.
Los trámites para incoar el procedimiento de declaración del despoblado de Ulaca como Bien de Interés Cultural comenzaron el 18 de marzo de 1994. Fue declarado oficialmente Bien de Interés Cultural con categoría de zona arqueológica el 2 de febrero de 1995.
Los dos verracos zoomorfos hoy situados respectivamente junto al Castillo de Villaviciosa y frente a la iglesia de Solosancho son originarios de los alrededores de la zona arqueológica de Ulaca.
- Iglesia parroquial de Solosancho

La iglesia parroquial, dedicada a Santo Tomás de Aquino, data del siglo XVI. Está construida en granito y en la actualidad presenta un buen estado de conservación; durante los siglos XVII y XVIII se añadieron la capilla y la sacristía. El retablo mayor de su interior data del siglo XVIII y consta de un cuerpo dividido en tres calles con ático, en el que se disponen las imágenes de Santo Tomás Apóstol, San José con el Niño, San Francisco y Jesucristo Crucificado. Las capillas laterales tienen dos retablos gemelos.[cita requerida]
- Castillo de Villaviciosa

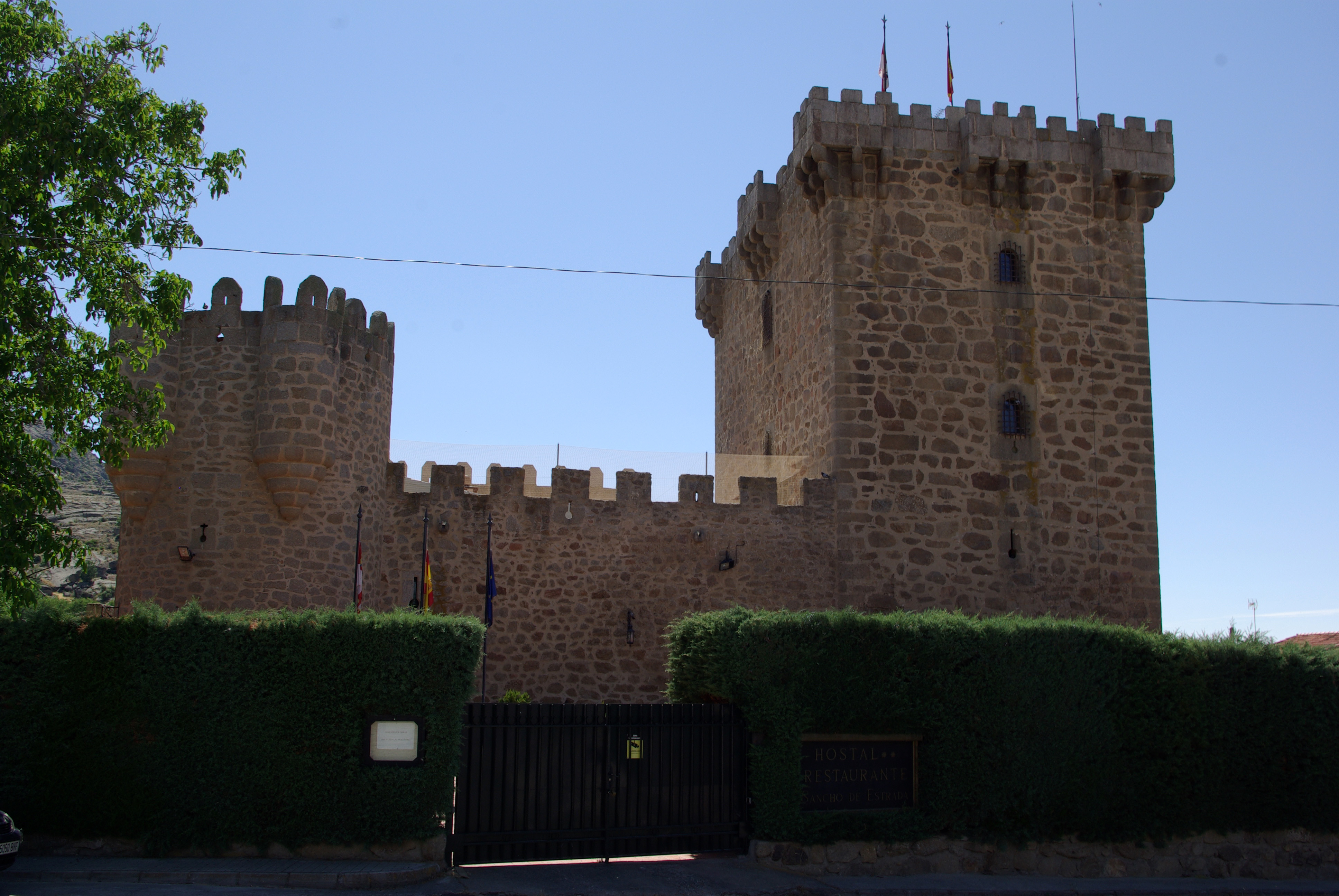
Castillo de Villaviciosa

El castillo de Villaviciosa está situado en la homónima localidad aneja, dentro del término municipal de Solosancho. Se fecha el inicio de su construcción en el siglo XIV, con reformas posteriores del siglo XV. Se erigió con el objetivo de controlar el acceso al Valle de Amblés desde Extremadura. Recibió la protección cultural genérica de castillos por decreto del 22 de abril de 1949, junto con el resto de castillos españoles.
- Verraco de Villaviciosa

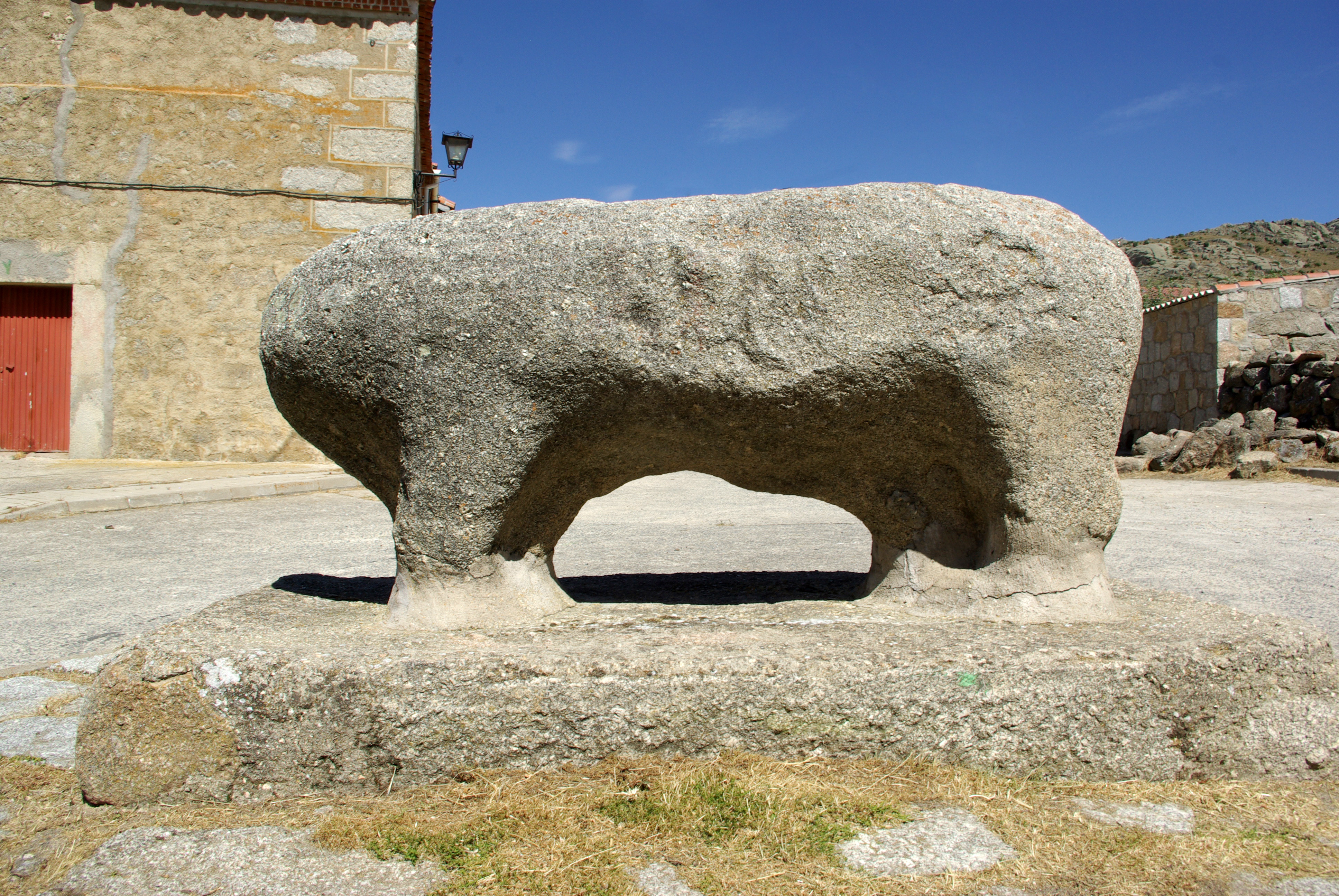
Verraco de Villaviciosa

Se trata de una estructura zoomorfa de origen vetón sin cabeza que representa a un toro o a un cerdo, situada en una plaza de la localidad de Villaviciosa contigua al castillo. Su lugar de procedencia original son las inmediaciones del yacimiento arqueológico de Ulaca. Mide 1,62 m de longitud.
- Verraco de Solosancho

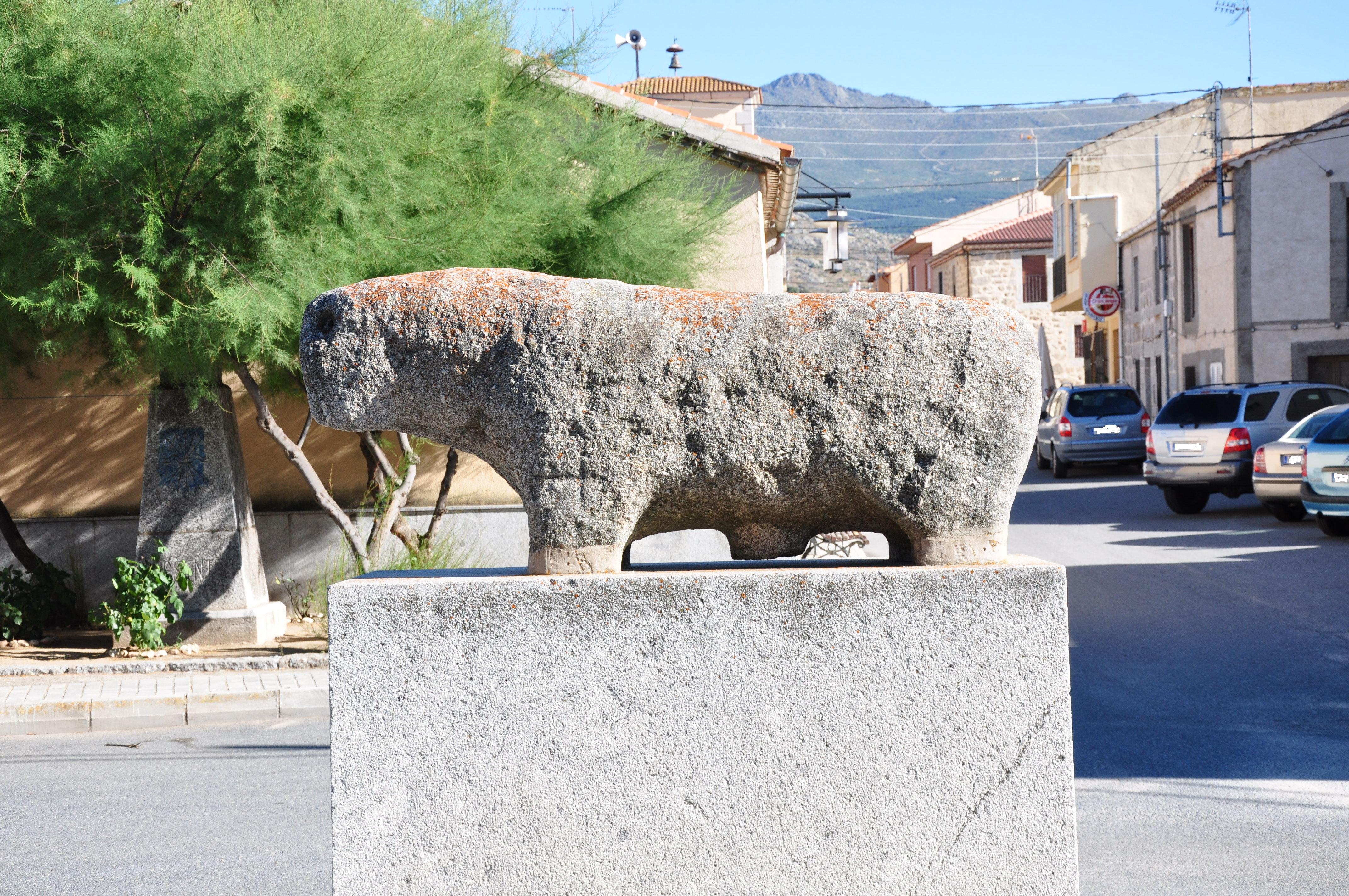
Verraco de Solosancho.

Se trata de otro verraco de origen vetón, fechado en el s. III a. C. localizado en la localidad de Solosancho, en la plaza de la Iglesia. Al igual que el situado en Villaviciosa, su origen reside en las proximidades del yacimiento de Ulaca. Al contrario que este último tiene cabeza, aunque carece de hocico. Mide 2,08 m de longitud.
- Puente de los Cobos